# Eilema amaurus
Eilema amaurus är en fjärilsart som beskrevs av Rothschild 1916. Eilema amaurus ingår i släktet Eilema och familjen björnspinnare. Inga underarter finns listade i Catalogue of Life.